# 湖口三元宮
湖口三元宮位於臺灣新竹縣湖口鄉的湖口老街上，建於臺灣日治時期的大正年間，於2001年5月21日公告為縣定古蹟。身為當地信仰中心的三元宮主祀三官大帝，還供奉有觀音菩薩、天上聖母、註生娘娘、文昌帝君、武財神與伯公（即土地公）等神。其中陪祀於廟內的伯公為大湖口庄歷史最悠久者，與當地客家移民的拓墾歷史相當。

## 沿革

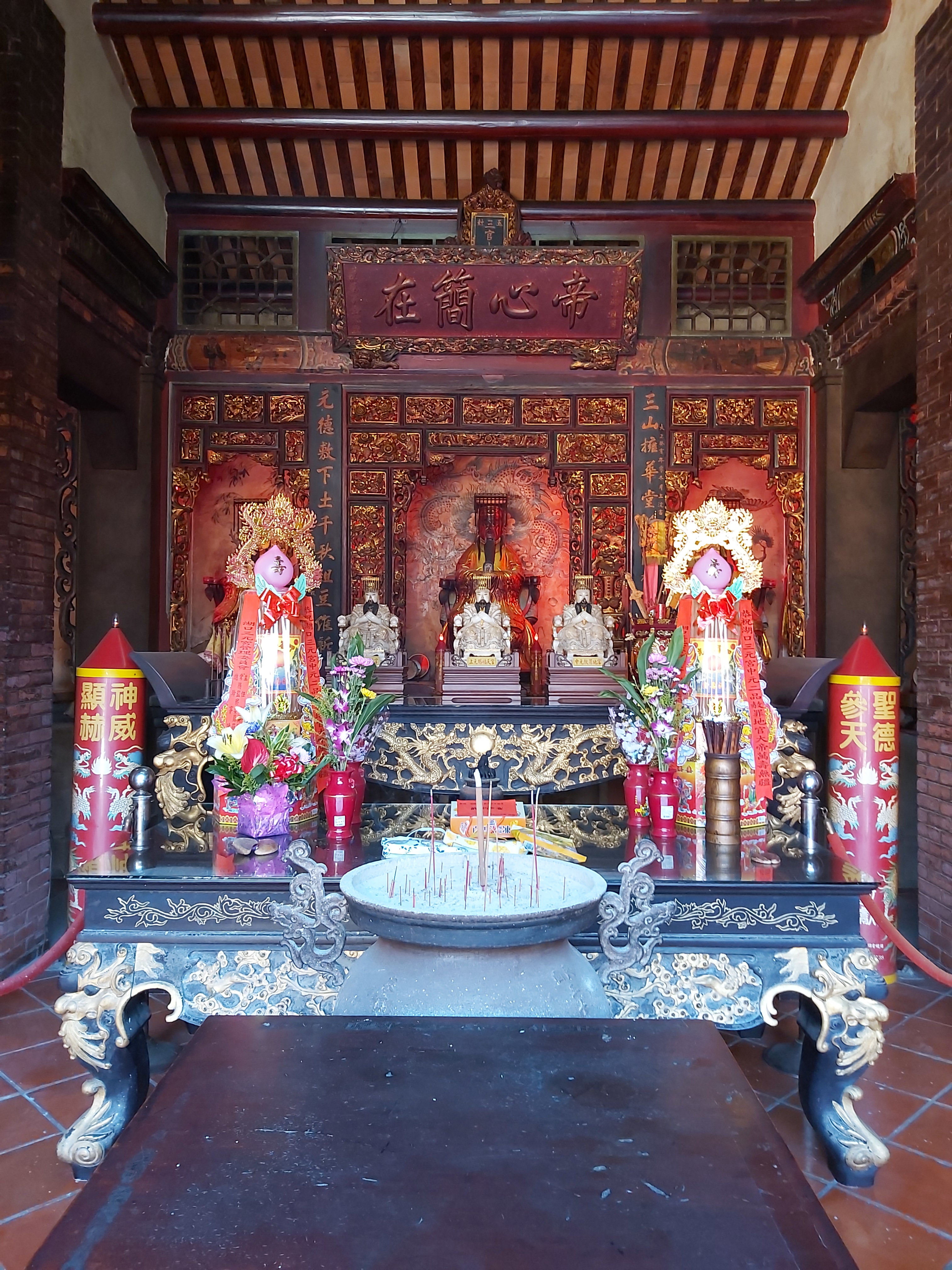
正殿三官大帝神像

在該廟興建之前，老湖口地區主要祭拜有土地公、三官大帝、媽祖與有應公等神，除了土地公之外，其他諸神的祭祀都是由自願組成的神明會負責，前往中崙溪南三元宮、枋寮褒忠亭義民廟等廟祭祀。後來因路途遙遠，遂請當時中崙三元宮的爐主分靈，興建湖口三元宮。
明治三十七年（1904年）左右，當地仕紳羅志旺與羅如嚴捐地並向庄民募款，而建成了坐東朝西的舊廟，但因為與後來當地開闢的新街在整體動線上有所衝突，便在原地重建成坐南朝北的新廟。由於新廟的規模比舊廟大，在經費籌措上便有些困難，進而影響廟宇工程，直到大正七年（1918年）才完成主體建築，隔年三官大帝神龕後方正式啟用。不過雖然廟宇興建完成，但經費問題仍未解決。最後是到了大正十二年（1923年），由總其事的周霖河擔任管理人的周萬順公號將所墊付的6500元（佔總經費的四成）捐出才解決此一問題。
建廟之後，該廟由「香公」（或稱「廟公」）管理，而祭祀活動仍由爐主與各神明會負責。該廟在第三任香公戴賢看繼任之後，開始為人舉行拜斗儀式，使得香火更盛，財政上更為充裕，因而能在民國五十六年（1967年）時整修。後來因廟務日益繁雜，舊有制度已無法處理，遂從民國七十年（1981年）開始改設管理人管理，第一任管理人即當時的湖鏡村村長詹益森。後來又在民國七十九年（1990年）改由管理委員會處理廟務，第一任主委為羅美瑤。此後該廟便由管理委員會管理至今。

## 建築格局與環境
湖口三元宮為一棟兩進式建築，整體格局為「一顆印」，面寬五開間，內部分為前後堂與左右橫屋（客家用語，即「護龍」），中有天井。內部除木構之外，亦有以RC樑形設置的磚柱。
在主體建築之外，前有禾坪（即廟埕），並設置有社區活動中心、涼亭、戲臺等設施。廟宇的西邊與北邊為湖口老街的建築，至於東邊與南邊則為農地。

## 外部連結
- 湖口三元宮的Facebook專頁